# Great Big Sea

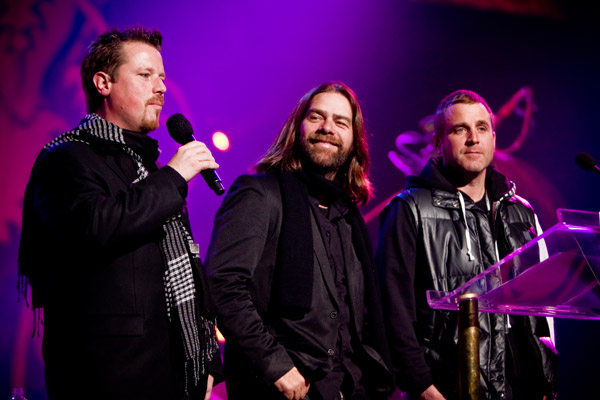
Great Big Sea, 2009. V.l. Bob Hallett, Alan Doyle, Séan McCann

Great Big Sea, kurz GBS, war eine aus Neufundland und Labrador stammende kanadische Folk-Rock-Band. Sie ist bekannt für Neuinterpretationen alter Volksliedern aus ihrer von einer langen Geschichte geprägten Heimat.

## Bandgeschichte
Die Band formierte sich 1991 mit folgender Besetzung: Alan Doyle (Gesang, Gitarre, Bouzouki, Mandoline), Séan McCann (Gesang, Bodhrán, Gitarre, Blechflöte), Darrell Power (Gesang, Bass, Gitarre, Bones) und Bob Hallett (Gesang, Geige, Akkordeon, Mandoline, Konzertina, Bouzouki, Flöte, Dudelsack).
2002 zog sich Darell Power aus der Gruppe zurück, um mehr Zeit mit seiner Familie zu verbringen. Auf Tourneen wurden GBS unter anderem durch Kris MacFarlane (2002, Schlagzeug, Akkordeon, Gitarre, Backgroundgesang) und Murray Foster (2003, früher bei Moxy Früvous) (Bass, Backgroundgesang) unterstützt.
2001 tourte GBS als Vorgruppe der Oyster Band durch Deutschland. 2002 ging die Band allein auf Tournee durch Deutschland.
Great Big Sea wurde mit dem Entertainer of the Year Award bei den East Coast Music Awards in den Jahren 1996 bis 2001 ausgezeichnet. 2001 verzichtete sie auf eine Teilnahme, um anderen Bands eine Chance zu lassen. Great Big Sea wurde außerdem für mehrere Juno Awards ausgezeichnet, darunter auch als Gruppe des Jahres 1998 und des Jahres 2005.
Am 28. Dezember 2006 gab die Band ein Konzert in St. John’s auf Neufundland. Diese Konzert ergab Einnahmen von 24.000 CAN$, die von GBS an das Janeway Krankenhaus gespendet wurde.

## Diskografie

### Alben
- 1993: Great Big Sea
- 1995: Up
- 1997: Play
- 1998: Rant and Roar (enthält ausschließlich bereits auf Up und Play veröffentlichte Songs)
- 1999: Turn
- 2000: Road Rage (Live)
- 2002: Sea of No Cares
- 2004: Something Beautiful
- 2004: Great Big (Live) (auch als DVD)
- 2005: The Hard and the Easy
- 2008: Fortune's Favour
- 2010: Safe upon the shore
- 2012: XX

### DVDs
- 2004: Great Big (Live)
- 2006: Courage & Patience & Grit: Great Big Sea in Concert